# Poecilium
Poecilium is een kevergeslacht uit de familie van de boktorren (Cerambycidae). De wetenschappelijke naam van het geslacht werd voor het eerst geldig gepubliceerd in 1864 door Fairmaire.

## Soorten
Poecilium omvat de volgende soorten:
- Poecilium abietinum (Plavilstshikov & Lurie, 1960)
- Poecilium ahenum Holzschuh, 2007
- Poecilium albicinctum (Bates, 1873)
- Poecilium alni (Linnaeus, 1767)
- Poecilium antonini Rapuzzi, Sama & Tichy, 2011
- Poecilium ermolenkoi (Tsherepanov, 1980)
- Poecilium eximium Holzschuh, 1995
- Poecilium fasciatum (Villers, 1789)
- Poecilium glabratum (Charpentier, 1825)
- Poecilium gudenzii Sama, 1987
- Poecilium hauseri (Pic, 1907)
- Poecilium kasnaki Sama, 2011
- Poecilium lividum (Rossi, 1794)
- Poecilium maaki (Kraatz, 1879)
- Poecilium mediofasciatum (Pic, 1933)
- Poecilium mizunumai (Hayashi, 1974)
- Poecilium puncticolle (Mulsant, 1862)
- Poecilium pusillum (Fabricius, 1787)
- Poecilium quadrimaculatum (Gressitt, 1935)
- Poecilium savioi (Pic, 1935)
- Poecilium wrzecionkoi Rapuzzi & Sama, 2010